# Amazon DynamoDB
Amazon DynamoDB es un servicio de base de datos noSQL ofrecido por Amazon como parte de Amazon Web Services. DynamoDB expone un modelo de datos similar y deriva su nombre de Dynamo (un sistema de almacenamiento interno utilizado inicialmente para su propio sitio web), pero tiene una implementación subyacente diferente. Dynamo tenía un diseño multimaestro que requería que el cliente resolviera conflictos de versiones y DynamoDB usa replicación síncrona en múltiples centros de datos para una alta durabilidad y disponibilidad. DynamoDB fue anunciado por Amazon CTO Werner Vogels el 18 de enero de 2012. 

## Descripción general
DynamoDB difiere de otros servicios de Amazon al permitir a los desarrolladores comprar un servicio basado en el rendimiento, en lugar de almacenamiento. Si tiene Auto Scaling habilitado, la base de datos escalará automáticamente. Además, los administradores pueden solicitar cambios de rendimiento y DynamoDB extenderá los datos y el tráfico en una serie de servidores mediante unidades de estado sólido, lo que permite un rendimiento predecible. Ofrece integración con Hadoop a través de Elastic MapReduce.
En septiembre de 2013, Amazon puso a disposición una versión de desarrollo local de DynamoDB para que los desarrolladores puedan probar localmente las aplicaciones respaldadas por DynamoDB.

## Rendimiento
DynamoDB expone métricas de rendimiento que ayudan a aprovisionarlo correctamente y a mantener las aplicaciones que usan DynamoDB funcionando sin problemas:
- Solicitudes
- Errores: ConditionalCheckFailedRequests, UserErrors, SystemErrors
- Métricas relacionadas con la creación de un Índice Secundario Global (Global Secondary Index)

Estas métricas se pueden rastrear utilizando la consola de administración de AWS, utilizando la interfaz de línea de comandos de AWS o una herramienta de supervisión que se integra con Amazon CloudWatch.
- Datos: Q15731832